# Helmi Mihçi
Helmi Mihçi (oft auch Hilmi Mihçi; * 8. Juli 1978 in Baarn) ist ein niederländischer Fußballspieler türkischer Abstammung.
Mihçi wechselte 2002 vom damaligen Eredivisie-Absteiger FC Den Bosch zum MSV Duisburg in die 2. Bundesliga. Zuvor war er ein halbes Jahr lang an den SBV Eindhoven ausgeliehen, für die er in 15 Spielen 12 Tore erzielte. Sein Debüt für den MSV absolvierte er am 1. Spieltag beim 1:0-Heimsieg gegen die SpVgg Greuther Fürth, als er in der 60. Spielminute für Morten Rasmussen eingewechselt wurde. Es folgten weitere vier Einsätze, bei denen er jeweils eingewechselt wurde. Nachdem er sich bei den Zebras nicht durchsetzen konnte, kehrte er nach der Saison in die Niederlande zu De Graafschap zurück. 